# Adrian Quesada
Adrian Quesada ist ein US-amerikanischer Musiker und Songwriter.

## Karriere
Quesada wuchs in Laredo an der Grenze zu Mexiko auf. Bereits als Kind hatte er Berührungspunkte mit Latin Rock, kam ihm aber erst während der Oberschule näher. Er studierte an der University of Texas in Austin, um Teil der aktiven Musikkultur sein zu können. So war er Mitglied der Bands Brownout, Ocote Soul Sound, Spanish Gold und Grupo Fantasma. Mit letzterer erhielt er 2011 einen Grammy.
Im Jahr 2017 lernte er Eric Burton kennen, mit dem er die Band Black Pumas gründete und 2019 das gleichnamige Album herausbrachte. Sie wurden insgesamt für sechs Grammys nominiert und spielten auf über 60 Konzerten bis 2020. Außerdem traten sie in der Late Show with Stephen Colbert auf und spielten bei Celebrating America nach Joe Bidens Amtseinführung.
Zusammen mit Abraham Graham schrieb er 2023 das Lied Like a Bird, das er auch für den Film Sing Sing von Regisseur Greg Kwedar einspielte. Hierfür erhielten sie eine Oscar-Nominierung in der Kategorie Bester Filmsong.
Im Sommer 2025 wurde Quesada Mitglied der Academy of Motion Picture Arts and Sciences.

## Diskografie
- Ocote Soul Sounds/Adrian Quesada: El Niño y el Sol, 2004.
- Grupo Fantasma: Sonidas Gold, 2008.
- Mit Martin Perna: Coconut Rock, 2009.
- Mit Golden Arm Trio, Graham Reynolds, Duke Ellington: Duke! Three Portraits Of Ellington, 2011.
- The Echocentrics: Sunshadows, 2011.
- Adrian Younge vs. Adrian Quesada, 2012.
- Various Artist: Look at My Soul: The Latin Shade of Texas Soul, 2018.
- Black Pumas: Black Pumas, 2019.
- Black Pumas: Capitol Cuts: Live from Studio A, 2021.
- Jaguar Sound und Boleros Psicodélicos, 2022.

## Auszeichnungen (Auswahl)
- 2011: Grammy in der Kategorie Bestes Latin Rock oder Alternative Album für El Existential
- 2025: CIC-Award-Nominierung in der Kategorie Bester Originalsong für Like a Bird aus Sing Sing
- 2025: GMS-Award-Nominierung in der Kategorie Bester Filmsong für Like a Bird aus Sing Sing
- 2025: Black-Reel-Award-Nominierung in der Kategorie Bester Filmsong für Like a Bird aus Sing Sing
- 2025: Oscar-Nominierung in der Kategorie Bester Filmsong für Like a Bird aus Sing Sing